# Romanización (aculturación)

Expansión del dominio romano:
República romana
Imperio romano
Imperio romano de occidente
Imperio romano de oriente
Estados herederos del Imperio bizantino

Se denomina romanización al proceso de asimilación cultural que tuvo lugar en la mayor parte de Europa Occidental y los Balcanes en la antigüedad, por el cual numerosas regiones bajo el poder político de Roma adoptaron sus instituciones, costumbres, organización social y su lengua. El proceso tuvo lugar en las diferentes provincias en que se dividía la república y posteriormente el imperio a medida que este se expandía por la cuenca del mar Mediterráneo.
Además de la lengua las élites adoptaron frecuentemente las formas exteriores distintivas de los romanos: vestido, estilo, religión, costumbres formales, etc. Esa adopción de elementos materiales romanos requiere frecuentemente el uso la importación o elaboración de productos típicamente romanos, lo cual frecuentemente implica también la importación de la tecnología para producirlo localmente.

## Introducción
En las diversas regiones donde se dio una romanización intensa se ha comprobado, que aunque con diferencias regionales, la romanización se dio en diferentes fases progresivas:
1. Adopción del latín, primero en la administración y por parte de las élites. Frecuentemente los hijos de las élites eran enviados a Roma para conocer la capital y aprender bien la lengua, para relacionarse con personas influyentes.
2. Penetración de las costumbres: ropas, arquitectura, mercancías, moneda, objetos de comercio, etc.
3. Penetración de las religiones existentes en Roma, tanto la propia como las orientales: cultos a Cibeles, Mitra y a partir del siglo III el cristianismo.
4. Adopción de bienes materiales romanos y progresiva introducción de las materias primas y tecnologías necesarias para producirlos. Eso comporta además la adopción de la moneda, el sistema de unidades de medida romano, etc.
5. Adopción progresiva del latín por parte de los estratos populares y las áreas rurales.
6. Aceptación generalizada del derecho romano.
7. Abandono definitivo de ciertos elementos autóctonos y homogeneización de la cultura material con la metrópoli romana.

El culmen de la romanización llegó en algunos lugares con la concesión de la ciudadanía romana a los habitantes del lugar, que fue general en el año 212.

## Abandono de las lenguas autóctonas
Los testimonios del abandono de las lenguas indígenas difieren grandemente de un lugar a otro:
- En la Galia existe un cierto número de inscripciones en galo hasta bien entrado el bajo imperio.
- En cambio en Etruria la lengua etrusca cesó rápidamente, probablemente estaba extinguida en el siglo I o II.
- En Hispania el idioma celtíbero se mantuvo hasta el siglo I.
- En el norte de África el uso del púnico se extendió al menos hasta el siglo IV, tal como es mencionado por Agustín de Hipona.
- Por otra parte, en regiones como Aquitania, Palestina, Grecia o Egipto las lenguas autóctonas fueron continuamente usadas y jamás se dio la sustitución total por el latín.

En muchos lugares donde la lengua autóctona era una lengua usada en inscripciones epigráficas, la desaparición de las mismas, fue precedida de una fase de amplio bilingüismo como testimonian un número importante de inscripciones bilingües.